# وودلان، شهرستان لوناکی، آرکنسا
وودلان (به انگلیسی: Woodlawn) یک منطقهٔ مسکونی در ایالات متحده آمریکا است که در شهرستان لونکه، آرکانزاس واقع شده‌است. وودلان ۷۵٫۹ متر بالاتر از سطح دریا واقع شده‌است.